# 1980 Tezcatlipoca
1980 Tezcatlipoca (1950 LA) là một tiểu hành tinh Amor được phát hiện ngày 19 tháng 6 năm 1950 bởi A. G. Wilson ở Palomar.